# Bucculatrix spinachristi
Bucculatrix spinachristi är en fjärilsart som beskrevs av Hans Georg Amsel 1935. Bucculatrix spinachristi ingår i släktet Bucculatrix och familjen kronmalar. Inga underarter finns listade i Catalogue of Life.